# Triphaenopsis ella
Triphaenopsis ella är en fjärilsart som beskrevs av Embrik Strand 1920. Triphaenopsis ella ingår i släktet Triphaenopsis och familjen nattflyn. Inga underarter finns listade i Catalogue of Life.